# 青木真一
青木 真一（あおき しんいち、1951年1月5日 - 2014年12月18日）は、日本のロック系ミュージシャン。1970年代初頭に村八分の初代ベーシストとして活動を開始し、その後、スピード、タンブリングス、フールズ、ウイスキーズ、ティアドロップスにギタリストとして参加した。本名、青木 眞一。

## 経歴
出身は東京都台東区三ノ輪。新宿界隈でフーテンをやりながら、セツ・モードセミナーに入学。同校では、後に音楽活動を共にするケンゴ（スピードのボーカリスト）や小林コッペ（ベーシスト、キーボーディスト（現：ジニー・ムラサキ）　クロスドレッシングでも有名）も在籍していた。在学中に元ダイナマイツのギタリストの山口冨士夫のスタジオセッションを見学した際に意気投合し、山口とともに京都に移住し柴田和志（チャー坊）と村八分を結成した。青木はそれまで音楽活動の経験が無かったが、山口に説得されてベースを担当することとなった。村八分では1973年まで活動したが（村八分は、その後、柴田和志が新たにメンバーを集め、1979年に再結成し、柴田が亡くなる1994年まで断続的に活動するが、青木は再結成村八分には一度も参加していない）、山口以外のメンバーと対立して脱退、東京に帰った。青木在籍時の村八分のスタジオ録音が、後に「草臥れて」のタイトルで発表されている。帰京後は音楽活動から遠ざかっていたが、1976年にケンゴに誘われるかたちでギタリストとしてスピードの結成に参加。スピードはストゥージズ等に影響を受けたサウンドを持ち、当時イギリスで勃興しつつあったパンクムーブメントに日本で呼応した最初期のバンドの一つであった。スピードは当時の中央線界隈で活動していたバンドであるミラーズ、ミスター・カイトとともにジャンプロッカーズと題したシリーズ・ギグを開催し、その活動は1978年から始まる東京ロッカーズのムーブメントにつながった。2バンドとともにスピードも東京ロッカーズの最初のギグである「パンク仕掛け99%」に出演した。（しかし、その後の東京ロッカーズの一連の活動には同調しなかった）。　当時の記録映画「ロッカーズ」において、「ボーイズ・アイ・ラブ・ユー」の全曲演奏シーンと主要メンバーのインタビューが収められている。
1980年にスピードを脱退し、伊藤耕らとともにフールズを結成する。フールズの名前は青木の発案と言われている。青木在籍時のフールズは後のファンク的なサウンドとは異なりロックンロールを中心に演奏していた。
1983年にフールズを脱退した後、山口冨士夫の4曲入りEP「RIDE ON」のレコーディングに参加。山口と、レコーディングメンバーであった青木正行（元外道のベーシスト）、小林秀弥（元トゥー・マッチのドラマー）とともにタンブリングスを結成して1986年まで活動した。タンブリングス時代のライブ音源は後に「LIKE A ROLLING STONE」（山口冨士夫名義）として発表されている。また同時期に山口のアコースティックなソロアルバム「プライベート・カセット」のレコーディングやスピードの再結成ライブにもギタリストとして参加した。
1987年にはジョージ（元 自殺のギタリスト、現・WAXの野月上示）やマーチン（元 サイズ、後にフールズのドラマー）らとウイスキーズを結成して、4曲入りEP「WHISKIES」を製作、ライブ活動も行うが、同年、山口冨士夫とともにティアドロップスを結成した。ティアドロップスは1987年にインディーレーベルでアルバムを製作後、東芝EMIと契約して1989年にメジャーデビューを果たし3枚のアルバムを発表した。1991年5月にティアドロップスは活動を休止・解散し、青木は以降、音楽活動から退き、2008年11月8日に山口冨士夫のステージに飛び入り参加をしたのを最後に公の場からも姿を消した。
晩年体調を崩し、入院治療を続けていた。2014年12月18日、肺炎のため死去。63歳没。

## エピソード
- 村八分結成時まで全く演奏経験が無かったが、山口にベースの弾き方を教わった。デビューステージではスピーカーの影で観客に見えない位置で演奏した。
- スピードにはセツ・モードセミナー時代に知り合ったケンゴに誘われるかたちで結成に参加した。スピードは東京ロッカーズの最初のギグには参加したものの、ケンゴとS-KENの田中唯士の折り合いが悪かったことから、東京ロッカーズの主要5バンド（S-KEN、フリクション、リザード、ミラーズ、ミスター・カイト）の一連の活動には参加していない。また、当時のパンク系バンドが参加したギグを録音したアルバム「東京ニューウェーブ79」では、ギグ開催の中心的役割であったにもかかわらず、収録を拒否している。（レコード会社とのやりとりの模様が記録映画『ロッカーズ』に収められている）当時のスピードは単独ライブを行えるほどの人気を誇っていたが、青木在籍時にレコード製作は行われなかった。スピードは青木脱退後の1981年に唯一のスタジオアルバム『KISS OFF』を発表。また、2002年に再結成時（1985年）のライブを収めた『KISS ON』が発表されている。
- 記録映画『ロッカーズ』に青木のインタビューが収録されており、その中で「ニューミュージックの世界から抜けられなくなった元村八分のドラマー」を激しく非難しているが、このドラマーは上原裕（当時はシュガー・ベイブやナイアガラ系の作品に多数参加）のことと思われる。
- スピード時代に同志社大学でのライブを行っており、関西で活動していたINU（町田町蔵が在籍　現:町田康）、連続射殺魔（和田哲郎 在籍、現 琴桃川凛）と競演している。なお、このライブには当時再結成中の村八分のメンバーも観客として見にきており、青木と久々の再会を果たしているが、ライブ後の飲み会でチャー坊と喧嘩になった（村八分脱退時もチャー坊との仲違いだった）。連続射殺魔の和田は後にこのライブのことを回想しているが、INU以外のバンドは全く覚えていなかった(和田は後に山口冨士夫が製作する『RIDE ON』の発案者であり、レコーディングにも参加している。RIDE ONの2曲目「NO SONG」は和田が作曲した「朝焼けにシビレテネムレ」に歌詞を付けたものである）。
- フールズ結成にあたっては中心人物だったといわれており、伊藤耕も青木に誘われて結成に参加している。バンド名の由来を尋ねた伊藤に対して「お前がいるからだよ」と青木が言ったと、伊藤は回想している。脱退の後、1990年のフールズ10周年ライブにゲスト参加している。
- 村八分、タンブリングス、ティアドロップスで山口冨士夫と長きにわたって活動を続けた。山口からは青木の演奏は「破壊的、究極のヘタウマ、パンクロッカー」と言われていたが、レコーディングには無くてはならない味付けであるとも評価されていた。
- ティアドロップスのシングル「谷間のうた」のB面「フラフラ」は青木の作詞作曲でボーカルも自身が担当している。「フラフラ」は少なくともタンブリングス時代から演奏しており、ウイスキーズ時代にもレコーディングしている。
- ティアドロップス時代には、青木の楽曲も多数レパートリーとされており、そのパンク的でシンプルなロックンロールやバラードと、ぶっきらぼうなボーカルは、山口とは別の個性を発揮していた。（普段話す時は歌う時と全くことなるオッサン声である）。タンブリングス時代は青木がリードギターを占める割合も多かったが、ティアドロップス時代になると、当初は山口のリードギターのバックに徹していた。しかし後期には山口に代わってリードギターを担当する楽曲もあった。
- ティアドロップス時代には同じ東芝所属の手塚稔（THE PRIVATES）、三宅伸治とともにアコースティック・ユニット「黒い三角定規」としてステージに立ったこともある（オムニバスCD「ロックの生まれた日」に2曲、同名ビデオに別の1曲が収録されている）。
- 村八分の初ステージでは、まだバンド名が無かったため、共演した水谷孝が率いるバンド「裸のラリーズ」を名乗った。後のスピード時代には水谷から裸のラリーズへの加入を打診されたが青木は断っている（ラリーズには、後に、山口冨士夫が参加している）。
- ティアドロップス解散後は山口冨士夫とは音信を絶っており、解散直後の山口のライブでは「青木がいねえんだよ…」「青木がどこにいるか教えて欲しい」といった発言をしている。ティアドロップスの楽曲「ヒッチハイク」「Mr.ドライバー（旅に出るのさ）」や、解散後の山口の楽曲「シカトすんなよ」は二人のエピソードを歌ったものと指摘する意見もある。